# Joseph de Puniet de Monfort
Pour les articles homonymes, voir Montfort.
Joseph de Puniet de Monfort, né le 6 avril 1774 au château de Ventalais, près de Montcuq (Lot), et mort le 30 janvier 1855 à Paris, est un aristocrate et officier français sous Napoléon. Il se fait opportunément appeler Joseph Monfort sous le Premier Empire, pour rétablir ensuite son nom complet avec les particules sous la Restauration.
Maréchal de camp (général de brigade). Élève des écoles militaires de Tournon (il y est cité comme meilleur sujet), Brienne, Mézière. Conseiller général du canton de Montcuq (Lot).

## Biographie

### Origines familiales
Jeune aristocrate, Joseph de Monfort a grandi dans une famille exclusivement militaire. Son grand-père Michel-Pierre de Puniet, seigneur de Fontauda (1682-1768) est colonel de cavalerie au régiment de Biron, son père, Arnaud-François de Puniet de Monfort (1729-1805), Cadet de Gascogne, sortit lieutenant de dragons en 1772 et est lieutenant de maréchaussée à Villefranche-Lauragais, et son oncle, Guillaume de Puniet de Cavensac est lui aussi officier d'infanterie.

### Carrière
Joseph de Puniet de Monfort entre comme cadet à l'école du génie de Brienne, ainsi que le fit Napoléon Bonaparte quelques années plus tôt.
Lieutenant du génie le 15 février 1793, il mène une carrière dans cette arme. Il participe à la campagne d'Italie en 1799 et 1800. Chevalier de la Légion d'honneur le 14 juin 1804, il est incorporé en 1806 et 1807 dans la Grande Armée d'Allemagne et devient colonel le 5 juillet 1807. 
Il est créé chevalier de l'Empire le 19 mars 1808, confirmé par lettres patentes du 28 janvier 1809. Il commande les fortifications de Paris de 1808 à 1812. Il participe ensuite à la campagne de Russie de 1812, en qualité de directeur du parc général du génie de la Grande Armée. Avec son ami le futur général-baron François Joseph Kirgener, ils sont les premiers à avoir posé le pied en Russie le 23 juin 1812, ayant traversé seuls le Niemen la veille de l'offensive. L'empereur l'apprenant, il les menace du peloton d'exécution pour cette incartade, leur bravoure et l'offensive aidant, cet épisode leur est finalement pardonné.
Joseph Monfort devient officier de la Légion d'honneur le 2 septembre 1812. Pendant cette campagne, deux de ses lettres sont interceptées par les Russes ; une adressée (de Viasma, le 1er novembre 1812) à sa femme Eulalie-Placidie (née Hennet) et l'autre (de Smolensk, le 9 novembre 1812) à L.V. de Caux, chef du bureau du Génie au ministère de la guerre.
Après la mort du colonel Liédot, le colonel Joseph Monfort devient chef d'état-major du génie. Il l'est pendant la campagne d'Allemagne de 1813, jusqu'à la bataille de Leipzig, où il est suspendu pour avoir fait sauter prématurément le 19 octobre le pont de Lindenau. Après avoir demandé à Berthier la veille de jeter d'autres ponts sur l'Elster (Berthier refuse, l'Empereur ne l'ayant pas ordonné), il reçoit l'ordre du général Dulauloy de détruire le pont du moulin reliant Lindenau à Leipzig dès que les troupes françaises l'auront franchi. Constatant le désordre au cours du franchissement du pont, ignorant l'ordre dans lequel les corps d'armée se succèdent, il s'éloigne pour obtenir des précisions quant à l'ordre de passage des troupes. Il confie alors la mise à feu du pont miné à un caporal et à quatre sapeurs, qui de panique, le font sauter aux premiers coups de fusil. Le colonel Monfort ainsi que le caporal seront cités en conseil de guerre, mais l'affaire n'a pas de suite. Il est transféré alors à Mayence. Mais la place de Mayence est bientôt assiégée, et il reprend le commandement des troupes du génie de la ville jusqu'à la chute de l'Empire (décembre 1813 - avril 1814).
Louis XVIII le fait chevalier de l'ordre royal et militaire de Saint-Louis le 8 juillet 1814. Il est promu maréchal de camp par le Roi le 20 août 1814. Il est chargé alors du commandement du génie de la maison militaire du Roi. Il est nommé général de brigade par Napoléon, lors des Cent-Jours (par décret le 28 avril 1815) (l'Empereur ne sachant pas sa nomination par Louis XVIII). Il prend ainsi le commandement du génie du 7e corps (la future armée des Alpes). En juillet 1815, avec les généraux Curial et Puthod, il porte au maréchal Gouvion Saint-Cyr la soumission de l'armée des Alpes.
En 1833, Il prend part à la commission d'Afrique sur les propositions du maréchal Soult au roi et est chargé des travaux du génie et des ponts et chaussées en Algérie. Il devient Grand Officier de la Légion d'Honneur le 18 avril 1834.
Il écrit ses « Mémoires », dont le manuscrit sera parfois prêté par son petit-fils, le général Léon Chambert pour compléter des ouvrages historiques de Paul Foucart, Arthur Chuquet, Lazare Carnot et Adolphe Thiers (correspondance du général Carnot). Ces Mémoires ont d'abord été réédités à l'initiative de l'un de ses descendants : Chambert-Loir, en série limitée à seule destination des autres descendants intéressés. À la suite du dépôt au Service historique de la Défense des archives conservées du général par les époux Chamber-Loir et les époux Flouriot, une partie de ses Mémoires (de 1774 à 1815) fut publiée en 2022 sous le titre Je pris, sans hésiter, la cocarde tricolore.... Il reste inspecteur général des fortifications jusqu'en 1838. 
Il meurt le 30 janvier 1855, à Paris. Il est enterré au cimetière du Montparnasse.
Des divergences existent sur l'identité du Monfort inscrit sous le pilier nord de l'arc de triomphe. En effet, Jacques de Montfort, présumé être la personnalité du pilier nord a toujours eu son nom orthographié avec un « t ». L'architecte Jules-Denis Thierry, dans sa notice  historique de l'Arc de Triomphe de 1847, fait aussi l'erreur en recopiant Monfort avec un « t ». Pour Joseph Monfort, les 2 orthographes ont été utilisées, bien que Monfort soit la véritable orthographe. En raison des services rendus par Joseph Monfort jusqu'en 1838 et des relations qu'il entretenait avec le Maréchal Soult, il est très probablement celui de l'arc de triomphe, ajouté par Soult en 1841.
Les armes de la famille de Puniet : d’or à la fasce de gueules, accompagné en chef d’un poignet fermé de sable et en pointe d’un lion passant du même, armé, lampassé et vilainé de gueules. Puniet ayant été parfois orthographié Pugnet

## Armoiries
| Figure | Blasonnement et livrée |
|        | Armes anciennes D’or à la fasce de gueules, accompagné en chef d’un poignet fermé de sable et en pointe d’un lion passant du même, armé, lampassé et vilainé de gueules |

|  | - Armes de chevalier de l'Empire (28 janvier 1809) : D'or, à la fasce de gueules chargée du signe des chevaliers accompagnée en chef d'un poignet fermé de sable et en pointe d'un lion rampant de même, lampassé et villené de gueules. - Ornements extérieurs : « Toque de velours noir, retroussée de sinople, avec porte-aigrette d'argent, et aigrette de même métal ». - Livrée : les couleurs de l'écu. |

## Sources
- Catalogue des gentilshommes en 1789   Assemblée générale Quercy   Arnaud-Francois Pugnet de Monfort
- Journal d'un chirurgien de la Grande Armée    L.V.Lagneau p. 170, 266 Arnaud-François Puniet de Monfort officier de cavalerie
- Institutions d'éducation militaire Vol 1 et 2 p. 278 Charles de Montzey  citation meilleur sujet de l'école Tournon
- Annuaire de la noblesse de France et des souverains de l’Europe   Vol 19  p. 245  de 1862   Baurel d’Hauterive
- La jeunesse de Napoléon Tome 1  Brienne ; préface  p. 116 p. 381   Arthur Chuquet  Meilleur sujet Tournon
- Histoire des campagnes 1814 1815 Vol 4 ou Vol 2 p. 568  Al. Beauchamp  de 1817
- Biographie des hommes vivants ou histoire par ordre alphabétique  p. 476  Tome IV  de 1818
- Dictionnaire historique et biographique des généraux français par Chev. de Courcelles Tome 8 p. 461-462
- Les usages du patrimoine, monuments, musées et politique coloniale en Algérie  p. 25
- Revue historique ardennaise Vol.3 p. 119
- Carnet de la Sabretache 1913 : lettres interceptées par les Russes
- Correspondance générale de Carnot  août octobre 1793 p. 325 inaction de la garnison de Maubeuge pendant la bataille de Wattignies; extrait des mémoires du Général de Monfort
- Histoire du Consulat et de l'Empire  par A. Thiers  Vol.5 p. 266  de 1857, Tome 16 de 1857 p. 596-597 617-618 (Monfort-Berthier  Leipzig Pont de Lindenau) et Vol.9 p. 229  de 1858
- Recueil des mémoires et texte publié en l'honneur du XIVe siècle. Commission d'Afrique (Soult) p. 554, 569 Basset 1905
- Correspondance Duc de Rovigo  de Gabriel Esquer Vol.1 p. 443 et 505  Algérie
- Mémoires du Général de Monfort, texte original dactylographié et réédité en très petite série par ses descendants via sa fille Élise, épouse de Théodore Chambert